# Puebla de Naciados
Puebla de Naciados fue una localidad española de la provincia de Cáceres. Se ubicaba en el actual término municipal de El Gordo.

## Geografía
Se encontraba al sur del arroyo homónimo de Naciados.

## Historia
Tuvo el título de villa. Hacia mediados del siglo XIX, el lugar, cuyo término se había refundido ya con el de El Gordo, era considerado un despoblado, en el que quedaban dos tabernas y una ermita bajo la advocación de Santiago. Aparece descrito en el decimotercer volumen del Diccionario geográfico-estadístico-histórico de España y sus posesiones de Ultramar de Pascual Madoz de la siguiente manera:

PUEBLA DE NACIADOS: v. desp. en la prov. de Cáceres (21 leg.), part. jud. de Navalmoral de la Mata (3).: sit. en un llano sobre una poco elevada eminencia, conserva solamente 2 casas, ó mejor dicho 2 tabernas, para los transeúntes al Campo-arañuelo y Vera de Plasencia, y una ermita dedicada a Santiago aneja de Valdeverdeja: los vec. de este último pueblo, los del Gordo y el Torrico poseen las fincas particulares que tenia la Puebla, la cual ha desaparecido completamente del catálogo de los pueblos del part.: al N. corre el arroyo Naciados, y su térm. está refundido con el Gordo, con quien siempre disfrutó comunidad de pastos. Sin embargo de esto la matrícula catastral de 1842 publica los datos siguientes: pobl.: 30 vec., 164 alm. cap. prod.: 1.167,500 rs. imp.: 66,070. contr.: 6,615 rs. 1 mrs.
Es de advertir que los pueblos de Valdeverdeja y el Torrico pertenecen á la prov. de Toledo, el Gordo á la de Cáceres, y todos á la diócesis de Avila, lo que no deja de producir embarazos y complicaciones.
(Madoz, 1849, p. 238)

Se conserva en el lugar un rollo jurisdiccional.